# ExoU
L’ExoU és una exotoxina secretada pel bacil gramnegatiu Pseudomonas aeruginosa que s'introdueix a les cèl·lules eucariotes mitjançant un mecanisme secretor de tipus III. Aquesta exotoxina presenta una potent activitat fosfolipasa, la qual provoca una ràpida lisi cel·lular i necroptosi en cèl·lules epitelials, macròfags i neutròfils. A més, la reducció de neutròfils condueix a una immunodepressió que provoca que l'hoste sigui més susceptible a infeccions secundàries.
En infeccions per P. aeruginosa on s'expressa el gen ExoU, la gravetat de la malaltia augmenta i el pronòstic és pitjor perquè el dany que causa l’exotoxina és ràpid i irreversible i no es pot aturar abans que els antibiòtics puguin eliminar amb èxit el patogen.
La producció d’ExoU causa una lesió pulmonar aguda i sèpsia en pacients immunodeprimits. També s'ha associat la presència del gen de la toxina en el genotip de P. aeruginosa a casos d'otitis mitjana crònica, queratitis i infeccions del torrent sanguini, a més d'infeccions cutànies en pacients diabètics.

## Efectes cel·lulars
L’ExoU és un potent inductor de citotoxicitat i lisi cel·lular, per això està associat a una alta morbiditat i mortalitat dels pacients infectats per P. aeruginosa.
Aquesta exotoxina és determinant en la lisi i disfunció de les cèl·lules endotelials de la microvasculatura pulmonar durant la infecció de P. aeruginosa. A més, la infecció en aquestes cèl·lules endotelials provoca l’activació de l’inflamasoma-caspasa-1, el qual desencadena la inflamació mitjançant l’autoproteòlisi de la pro-caspasa-1, seguidament del processament de pro-IL-1β i pro-IL-18. Aquesta activació de l’inflamasoma-caspasa-1 en les cèl·lules endotelials pulmonars  és depenent de l’activitat fosfolipasa de l’ExoU.
Per altra banda, també provoca un increment de la producció de les espècies reactives (ROS), ja que l'ExoU interacciona amb el mitocondri.
Addicionalment, inhibeix la resposta immune innata de l’hoste mitjançant la interacció amb els macròfags alveolars i cèl·lules epitelials. Seguidament d’aquesta interacció, s'infiltra en els neutròfils i monòcits on tenen un efecte citotòxic. Com que l’ExoU causa la lisi cel·lular, desencadena l’alliberació de mediadors pro-inflamatoris, com ara IL-6, CXCL-8 i metabòlits d’àcid araquidònic.

## Estructura
La toxina és una proteïna soluble de 74 kDa formada per 687 aminoàcids que adopten conformacions d'hèlix alfa i làmines beta en l'espai.
Forma part de la família de proteïnes PLP i, com a tal, presenta un domini altament conservat dividit en 4 blocs (I-IV) en la seva estructura proteica: 
- Bloc I (aminoàcids 110-125): regió rica en glicines que conté un residu d'arginina i un altre de lisina, conforma un forat oxianió.
- Bloc II (aminoàcids 139-145): conté una seqüència hidrolasa GxSxG o GxSxS i un residu de serina (Ser142) que forma part del lloc catalític amb activitat PLP.
- Bloc III (aminoàcids 309-325): conté diversos residus de prolina crucials pel manteniment de l'estructura tridimensional de la toxina, entre ells un d'específic de patatines (posició 320), a més d'una seqüència ASxxxP (present en les proteïnes PLP bacterianes).
- Bloc IV (aminoàcids 341-352): conté un residu d'aspartat (Asp344) dins d'un motiu D-G/S-G/A que forma part del lloc catalític amb activitat PLP.

A l'extrem N-terminal, just abans del domini compartit amb proteïnes PLP, presenta un domini d'interacció amb xaperones bacterianes, com SpcU. 

Esquema de l'estructura d'ExoU

A l'extrem C-terminal presenta el domini conservat DUF885, necessari per a l'activació de la toxina un cop dins del citoplasma de les cèl·lules eucariotes. També presenta el domini MLD (membrane localisation domain), el qual consisteix en un paquet de quatre hèlix i està implicat en la inserció de la toxina en membranes plasmàtiques.
Els residus Ser142 i Asp344 es troben allunyats quan la proteïna està inactiva i, en activar-se, queden propers entre si, de manera que es forma el centre actiu o lloc catalític.

## Secreció i activació

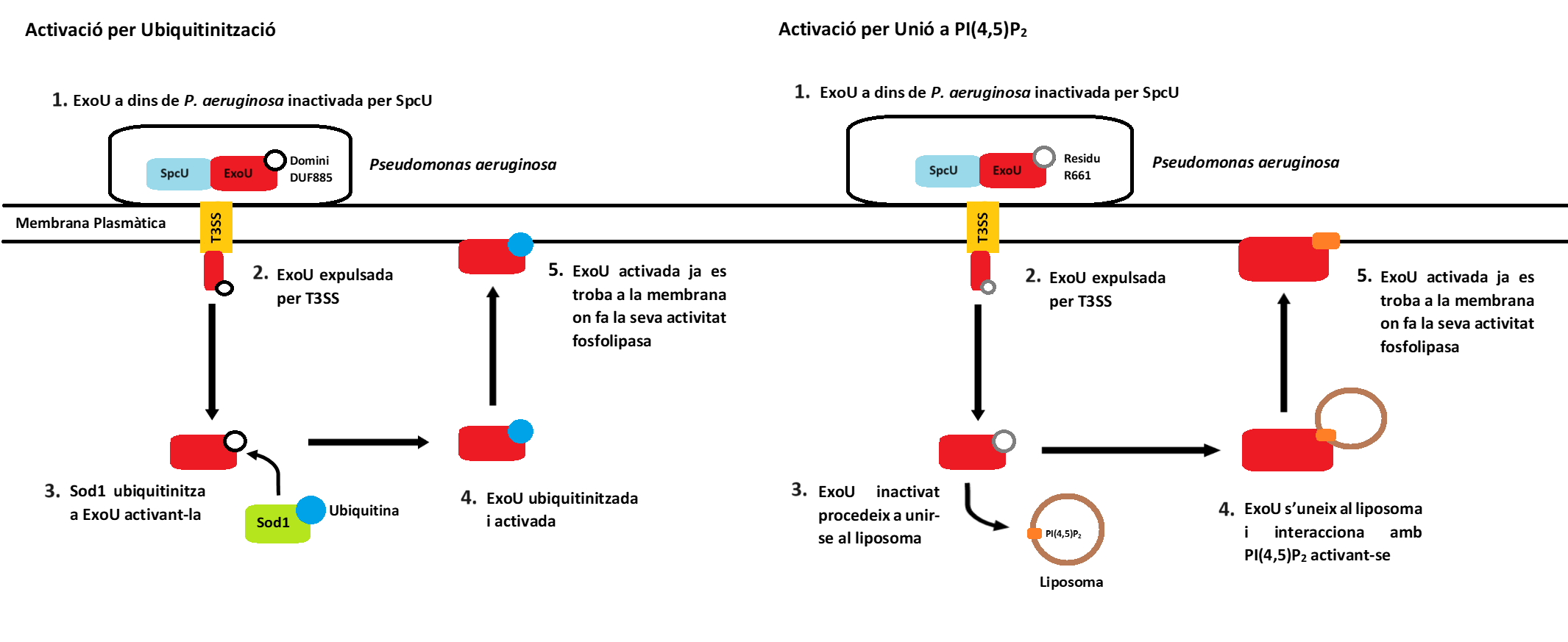
Activació de ExoU per dues vies diferents

Dins de P. aeruginosa, ExoU està unida a SpcU – una xaperona – per l'amino-terminal i queda inhibida. A més a més, la mateixa SpcU guia a l'ExoU cap a la proteïna transportadora T3SS per ser expulsada del bacteri quan aquest s'uneix a la cèl·lula eucariota que vulgui infectar. Quan ExoU es trobi a dins de la cèl·lula eucariota no estarà activada fins que no sigui ubiquitinitzada. Normalment, és ubiquitinitzada per Sod1, que actua com a “donador” d’ubiquitines i l’ubiquitinitzarà en el domini DUF885 que es troba a l’extrem carboxi-terminal. A més, també s'ha vist que els polímers d’ubiquitines són més propensos a unir-se i activar a ExoU que no pas els monòmers. Després d’aquesta ubiquitinització anirà a la membrana on oligomeritzarà i farà la seva activitat fosfolipasa.
Per l’altra banda, el fosfatidilinositol 4,5-bifosfat [PI(4,5)P2] també pot actuar com a activador per a ExoU. La exotoxina es pot unir a liposomes que poden contenir PI(4,5)P2. Després, PI(4,5)P2 es pot unir a ExoU a través d’un lloc d’unió situat al domini MLD. Concretament, el residu R661 serveix com a aminoàcid clau, ja que al estar carregat positivament pot interaccionar amb els fragments de fosfat carregats negativament del PI(4,5)P2. A part, PI(4,5)P2 també pot ajudar a la oligomerització d'ExoU.
Aquesta unió, a part d’una possible activació, també serà important perquè PI(4,5)P2 ajuda a orientar la toxina cap a la membrana plasmàtica i a tenir l'activitat enzimàtica màxima. També s'ha vist que aquesta unió podria tenir un paper molt important en el desmuntatge de complexos d'adhesió focal de membrana i en el col·lapse del citoesquelet associat a les primeres etapes de la intoxicació per ExoU.

## Vies de senyalització on interfereix
Dins de la cèl·lula eucariota, ExoU pot interferir a diferents vies de senyalització:
- Activa la via de JNK i MAPK fent que s'incrementi la producció del factor de transcripció AP-1.
- És capaç d'alterar la cascada inflamatòria de l'àcid araquidònic induint l’alliberació de les prostaciclines PGE2 i PGI2.

Totes aquestes accions provoquen un augment de la quimiocina proinflamatòria IL-8 i fent que s'augmenti la resposta inflamatòria. A més, l'alteració d'aquestes vies també afecta al reclutament de neutròfils que fa que s'alteri la resposta immunitària innata i, conseqüentment, s'augmenta la permeabilitat de les cèl·lules epitelials que provoca una major invasió per part dels bacteris.

## Dianes farmacològiques
Encara que els mecanismes de regulació de l'ExoU no estan completament entesos, es coneix que s'activa mitjançant la unió d'ubiqüitina i es recluta a la membrana plasmàtica on té activitat de fosfolipasa A2. Aquests processos podrien ser la diana de petites molècules per atenuar l'activitat de l'ExoU en infeccions de P. aeruginosa.
El 2003, en un estudi es va veure que un inhibidor de la fosfolipasa, el metil araquidònic fluorofosfonat (MAFP), protegia les cèl·lules ovàriques de hàmster xinès (CHO) de la lisi cel·lular mediada per ExoU després de la infecció amb P. aeruginosa. El MAFP, un anàleg de l'àcid araquidònic, posseeix un grup fosfat que s'uneix covalentment al residu serina catalític (Ser142) de la fosfolipasa. Tot i que es van requerir altes concentracions de MAFP (67,5 μM) per aconseguir l'efecte, va ser la primera vegada que es va utilitzar l'ExoU com a diana terapèutica.
Posteriorment, un altre estudi va voler inhibir la citotoxicitat mediada per T3SS, el sistema de secreció tipus III, per mantenir la viabilitat de cèl·lules CHO emprant una pantalla de cribratge d'alt rendiment. Van identificar la pseudolipasina A (l 9H-fluorene-4-carboxamida) com a compost que inhibia ExoU després de la injecció pel T3SS. Igual que amb el MAFP, van requerir concentracions relativament altes de pseudolipasina A (5-10 µM) per disminuir els efectes lítics d'ExoU.
A part, es va identificar una arilsulfonamida, una sulfonamida amb un grup aril, com a reductor de l'efecte citotòxic d'ExoU en llevats. Van introduir el gen codificant d'ExoU en Saccharomyces cerevisiae i van induir la seva expressió amb coure. Llavors, van veure que l'expressió d'ExoU va conduir a la lisi de S. cerevisiae excepte en presència de 5 µM de l'arilsulfonamida.
Tot i això, per fer servir la pseudolipasina A i els arilsulfonamides com fàrmacs guia s'ha d'investigar més vies de relacions estructura-activitat i comprendre millor els mecanismes d'acció. Amb això es podria modificar i potenciar els compostos per generar inhibidors d'ExoU més selectius i potents per infeccions de P. aerugionosa.

## Homòlegs[7]
La proteïna PR534, expressada en l'espècie Rickettsia prowazekii, és un homòleg d'ExoU que també té activitat fosfolipasa, i durant un temps va ser considerada l'única proteïna homòloga a l'exotoxina.
Recentment, més seqüències proteiques que (es prediu) són homòlogues a ExoU han estat identificades en 17 espècies de Pseudomona diferents de P. aeruginosa (P. fluorescens, P. lundensis, P. weihenstephanensis, P. marginalis, P. rhodesiae, P. synxantha, P. libanensis, P. extremaustralis, P. veronii, P. simiae, P. trivialis, P. tolaasii, P. orientalis, P. taetrolens, P. syringae, P. viridiflava i P. cannabina) i en 8 espècies de bacteris gramnegatius pertanyents 3 gèneres diferents (Photorhabdus, Aeromonas i Paludibacterium).